# Brachysomida californica
Brachysomida californica is een keversoort uit de familie van de boktorren (Cerambycidae). De wetenschappelijke naam van de soort werd voor het eerst geldig gepubliceerd in 1851 door John Lawrence LeConte.
De soort is endemisch in de Amerikaanse staat Californië, waar ze uitsluitend in de Santa Cruz Mountains voorkomt.